# Швидкісні патрульні кораблі типу «Анджело Кабріні»
Швидкісні патрульні кораблі типу «Анджело Кабріні» (італ. Unità Navale Polifunzionale ad Alta Velocità (UNPAV)) - два швидкісні багатофункціональні патрульні кораблі ВМС Італії, розроблені для сил спеціальних операцій флоту.

## Конструкція
Швидкісні патрульні кораблі типу «Анджело Кабріні» розроблені для сил спеціальних операцій флоту. Екіпаж складається з 9 моряків, ще 20 спецпризначенців чи водолазів кораблі можуть взяти на борт.
Корпус судна був розроблений таким чином, щоб зменшити радіолокаційну, інфрачервону та акустичну видимість. 
Озброєння складається з 12,7-мм кулемета «Hitfist-N» виробництва OTO Melara, двох 7,62-мм кулеметів M134 Minigun, однієї пускової установки Spike LR. Крім того, є передбачені 12 точок для розміщення озброєння НАТО.

## Представники
| Корабель                         | Виготовлювач           | Бортове позначення | Закладено          | Спущено             | У строю             | Статус  |
| -------------------------------- | ---------------------- | ------------------ | ------------------ | ------------------- | ------------------- | ------- |
| «Анджело Кабріні» Angelo Cabrini | «Intermarine», Мессіна | D 420              | вересень 2016 року | 26 травня 2018 року | 8 липня 2019 року   | У строю |
| «Тулліо Тедескі» Tullio Tedeschi | «Intermarine», Мессіна | D 421              | 2017 рік           | 11 травня 2019 року | 3 березня 2020 року | У строю |